# رشید محمود
رشید محمود (انگلیسی: Rashid Mehmood؛ زادهٔ ۱۵ اوت ۱۹۸۷) بازیکن هاکی روی چمن اهل پاکستان است.